# Marie Anne de Vichy-Chamrond, markýza du Deffand
Marie Anne de Vichy-Chamrond, markýza du Deffand (25. září 1696, zámek Chamrond – 23. srpna 1780, Paříž), též známá jako Madame du Deffand, byla francouzská šlechtična a mecenáška umění, známá svým salónem.

## Život
Madame du Deffand se narodila do šlechtické rodiny na zámku Chamrond v Ligny-en-Brionnais, vesnice poblíž Charolles (departement Saône-et-Loire). Vzdělání získala klášteře benediktýnek v Paříži. Při studiu projevovala velkou inteligenci, skepticismus a cynismus. Abatyše kláštera, znepokojená svobodomyslností jejích názorů, jí domluvila návštěvu Jeana Baptiste Massillona, francouzského preláta, který dovedl velmi jemně přesvědčovat osoby způsobem bazírování na morálních příkladech. Nicméně ani on u Marie nepochodil. V jednadvaceti letech a bez možnosti vyjádřit svou vůli ji rodiče provdali za jejího příbuzného Jeana Baptista de la Lande, markýze du Deffand. Manželství bylo nešťastné a pár žil od roku 1722 odděleně.
Horace Walpole (v dopise Thomasu Grayovi) píše o Madame du Deffand, že byla na krátký čas milenkou regenta Francie, Filipa II., vévody Orléanského. Dříve se zdála být neschopná navazovat společenské vztahy, ale její inteligence, cynismus a její duch z ní udělaly střed přitažlivosti brilantního kruhu. V roce 1721 navázala přátelství s Voltairem, ale jejich pravidelná korespondence pochází až z roku 1736. Mnoho času strávila na zámku v Sceaux, na dvoře vévodkyně du Maine, kde navázala úzké přátelství s Charlesem-Jean-François Hénaultem, spisovatelem a historikem. V Paříži navštěvovala Club de l'Entresol a byla rivalkou paní de Geoffrin. V salónu Madame du Deffand se scházeli spíše příslušníci inteligence z aristokratických rodin než z literárních kruhů. Existovaly výjimky: Voltaire, Montesquieu, Fontenelle a Madame de Staal-Delaunay patřili mezi stálé návštěvníky salónu. Když Hénault představil D'Alemberta, byla jím Madame du Deffand zcela uchvácena. Tolerovala potom encyklopedisty jen kvůli němu.
V roce 1752 odešla z Paříže s úmyslem trvalého setrvání na venkově, ale její přátelé ji přesvědčili, aby se vrátila. Již od roku 1747 bydlela v bytech v klášteře Saint-Joseph v rue Saint-Dominique, které měly samostatný vchod z ulice. Když v roce 1754 přišla o zrak, přijala výpomoc mademoiselle de Lespinasse, aby jí pomohla se zábavou. Důvtip této dámy přiměl některé hosty, včetně D'Alemberta, dát přednost její společnosti před společností Madame du Deffand, a mademoiselle de Lespinasse tak přijímala návštěvy o hodinu dříve, než se objevila její patronka. Když se to zjistilo, mademoiselle de Lespinasse byla propuštěna (1764) a salon se pak rozpadl, protože s ní odešly i přední osobnosti salónu – D'Alembert, Turgot a literární klika. Od této doby madame du Deffand již jen velmi zřídka přijímala literární návštěvníky. V pozdějších letech ji pojilo hlavně přátelství s vévodkyní de Choiseul a s Horacem Walpolem. Ten byl nakonec tím nejdéle docházejícím návštěvníkem. V tomto pozdním období ještě rozvinula stylové a konverzační kvality. Podle názoru Sainte-Beuve se próza jejích dopisů řadí spolu s Voltairovými dopisy mezi nejlepší z této klasické epochy.
Walpole nejprve odmítal uznat jejich intimní blízkost z přehnaného strachu z posměchu spojeného s jejím věkem, ale během 15 let několikrát navštívil Paříž výslovně proto, aby si užil její společnost, a udržoval s ní blízkou a nejzajímavější korespondenci. Po své smrti nechala svého psa Tontona dát do péče právě Walpolovi. Kromě psa však zdědil také veškerou její dokumentaci. Z jejích nesčetných vtipných výroků je nejznámější její poznámka k vyprávění kardinála de Polignac o zázračné cestě Svatého Diviše (Saint Denise) dlouhé dvě míle s hlavou v dlaních – Il n'y a que le premier pas qui coûte (Na vzdálenosti nezáleží; je to jen první krok, který je nejtěžší.).

## Korespondence
Correspondance inédite Madame du Deffand s D'Alembertem, Hénaultem, Montesquieuem a dalšími vyšla v Paříži (2 svazky) v roce 1809. Dopisy markýzi du Deffand Horaci Walpolovi, pozdějšímu hraběti z Oxfordu, z let 1766 až 1780 (4 díly), redigované, s biografickým náčrtem od slečny Mary Berryové, vydané v Londýně na Strawberry Hill v roce 1810.
Standardní vydání jejích dopisů lze nalézt v Yale Edition of Horace Walpole's Correspondence, svazky 9–10, editoval Wilmarth S. Lewis. Další dokumenty Madame du Deffand získané po rozdání Walpoleovy sbírky jsou v soukromých rukou. Paní du Deffand vrátila Walpolovi na jeho žádost mnoho dopisů a následně zničila ty, které od něj obdržela. Zdá se, že ty, které měl v držení, byly po jeho smrti zničeny slečny Berryovou, která z nich vytiskla fragmenty jako poznámky pod čarou k vydání z roku 1810. Korespondence mezi Walpolem a Madame du Deffand tak zůstává jednostranná. Paní Paget Toynbee objevila několik Walpolových neupravených dopisů a sedm z nich týkající se paní du Deffand vyšlo poprvé v roce 1903. Viz Sainte-Beuve, Causeries du lundi, svazek I. a XIV.; a upozornění od Lescura v jeho vydání korespondence.